# بریگنتین (نیوجرسی)
بریگنتین (به انگلیسی: Brigantine) شهری در ایالت نیوجرسی کشور ایالات متحده آمریکا است که جمعیت آن در سرشماری سال ۲۰۱۰ میلادی، ۹٬۴۵۰ نفر بوده‌است.